# Visseltofta distrikt
Visseltofta distrikt är ett distrikt i Osby kommun och Skåne län. 
Distriktet ligger väster om Osby.

## Tidigare administrativ tillhörighet
Distriktet inrättades 2016 och utgörs av socknen Visseltofta i Osby kommun.
Området motsvarar den omfattning Visseltofta församling hade 1999/2000.